# Filip Ilie
Filip Ilie (Bucarest, 15 luglio 2002) è un calciatore rumeno, attaccante del Corvinul Hunedoara.

## Carriera

### Club
Nato a Bucarest in Romania, figlio dell'ex tennista professionista Ruxandra Dragomir ha giocato nelle giovanili dell'Academia Hagi e del Bayern Monaco.
Ha esordito nella massima serie del campionato rumeno il 23 settembre 2023 con l'U Cluj, nel pareggio per 1-1 contro il U Craiova. Terminato il prestito, nell'estate 2024 viene acquistato dall'Unirea Slobozia.

## Statistiche

### Presenze e reti nei club
Statistiche aggiornate al 25 luglio 2025.
| Stagione        | Squadra         | Campionato      | Campionato | Campionato | Coppe nazionali | Coppe nazionali | Coppe nazionali | Coppe continentali | Coppe continentali | Coppe continentali | Altre coppe | Altre coppe | Altre coppe | Totale | Totale |
| Stagione        | Squadra         | Comp            | Pres       | Reti       | Comp            | Pres            | Reti            | Comp               | Pres               | Reti               | Comp        | Pres        | Reti        | Pres   | Reti   |
| --------------- | --------------- | --------------- | ---------- | ---------- | --------------- | --------------- | --------------- | ------------------ | ------------------ | ------------------ | ----------- | ----------- | ----------- | ------ | ------ |
| set. 2023-2024  | U Cluj          | L1              | 10+1+1     | 0          | CR              | 1               | 2               |                    | -                  | -                  |             | -           | -           | 13     | 2      |
| 2024-2025       | Unirea Slobozia | L1              | 19+1       | 1          | CR              | 1               | 0               |                    | -                  | -                  |             | -           | -           | 21     | 1      |
| Totale carriera | Totale carriera | Totale carriera | 32         | 1          |                 | 2               | 2               |                    | -                  | -                  |             | -           | -           | 34     | 3      |